# Gila County
Gila County [ˈhiːlə ˈkaʊnti] ist ein County in Arizona in den  Vereinigten Staaten. Der Sitz der Countyverwaltung (County Seat) ist in Globe.

## Geographie
Das County liegt etwas südöstlich des geografischen Zentrums von Arizona und hat eine Fläche von 12.421 Quadratkilometern, davon 72 Quadratkilometer Wasserfläche. Es grenzt im Uhrzeigersinn an die Countys: Navajo County, Graham County, Pinal County, Maricopa County, Yavapai County und Coconino County.

## Geschichte
Das County wurde am 8. Februar 1881 gegründet und nach dem Gila River benannt. Die Wortherkunft ist nicht gesichert. Womöglich kommt sie vom spanischen de Gila was „stetiges Fließen“ bedeutet. Eine andere Erklärung sieht darin eine Abwandlung eines längeren Begriffes aus der Sprache der Quechan, der „salziger Fluss“ bedeutet und sich auf den Salzgehalt des Gila Rivers bezieht.

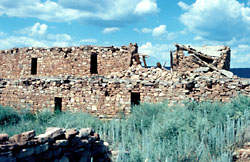
Die Kinishba Ruins gelten seit Juli 1964 als National Historic Landmark.

53 Bauwerke, Stätten und historische Bezirke (Historic Districts) des Countys sind im National Register of Historic Places („Nationales Verzeichnis historischer Orte“; NRHP) eingetragen (Stand 3. Februar 2022), darunter haben die Kinishba Ruins den Status eines National Historic Landmarks („Nationales historisches Wahrzeichen“).

## Demografische Daten

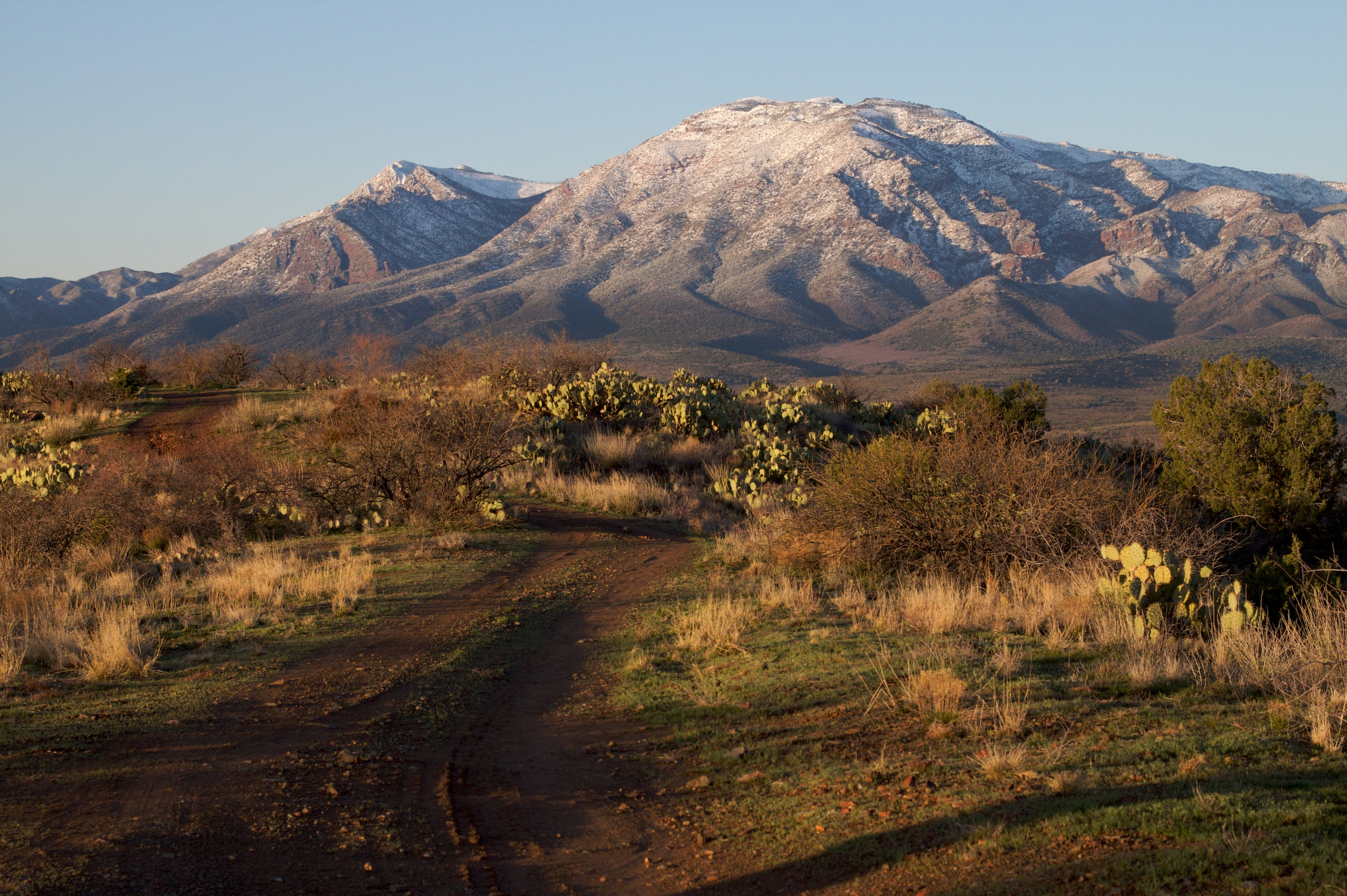
Der Mazaztal Peak

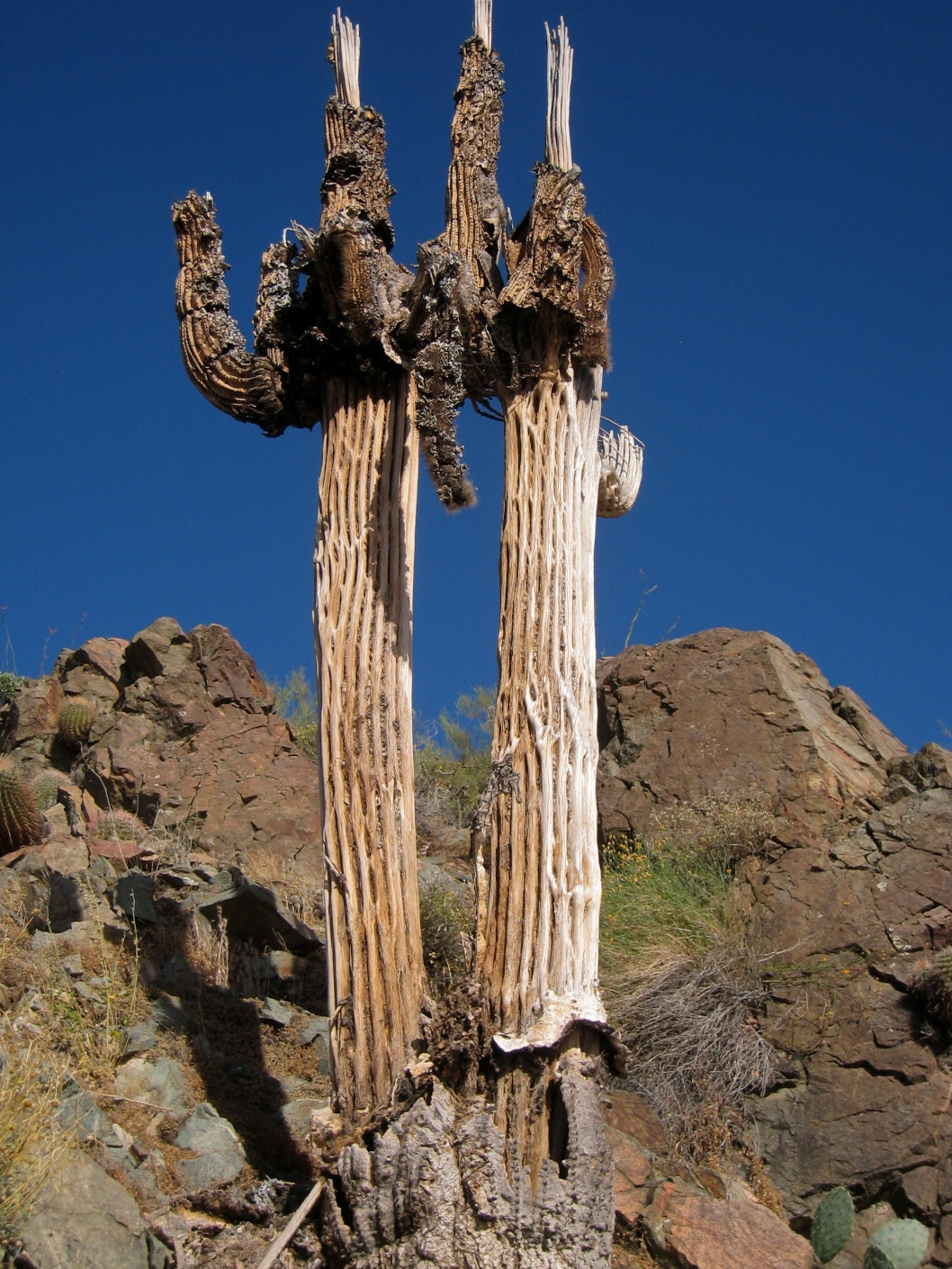
Vertrocknete Saguaro

Nach der Volkszählung im Jahr 2000 lebten im Gila County 51.335 Menschen. Es gab 20.140 Haushalte und 14.098 Familien. Die Bevölkerungsdichte betrug 4 Einwohner pro Quadratkilometer. Ethnisch betrachtet setzte sich die Bevölkerung zusammen aus 77,82 % Weißen, 0,38 % Afroamerikanern, 12,92 % amerikanischen Ureinwohnern, 0,43 % Asiaten, 0,05 % Bewohnern aus dem pazifischen Inselraum und 6,59 % aus anderen ethnischen Gruppen; 1,80 % stammten von zwei oder mehr ethnischen Gruppen ab. 16,65 % Prozent der Bevölkerung waren spanischer oder lateinamerikanischer Abstammung.
Von den 20.140 Haushalten hatten 26,30 % Prozent Kinder und Jugendliche unter 18 Jahre, die bei ihnen lebten. 55,10 % Prozent waren verheiratete, zusammenlebende Paare, 10,80 % Prozent waren allein erziehende Mütter, 30,00 % Prozent waren keine Familien. 25,80 % waren Singlehaushalte und in 12,30 %lebten Menschen im Alter von 65 Jahren oder darüber. Die Durchschnittshaushaltsgröße betrug 2,50 und die durchschnittliche Familiengröße lag bei 2,99 Personen.
Auf das gesamte County bezogen setzte sich die Bevölkerung zusammen aus 25,10 % Einwohnern unter 18 Jahren, 6,40 % zwischen 18 und 24 Jahren, 22,30 % zwischen 25 und 44 Jahren, 26,40 % zwischen 45 und 64 Jahren und 19,80 % waren 65 Jahre alt oder darüber. Das Durchschnittsalter betrug 42 Jahre. Auf 100 weibliche Personen kamen 96,80 männliche Personen, auf 100 Frauen im Alter ab 18 Jahren kamen statistisch 94,20 Männer.
Das jährliche Durchschnittseinkommen eines Haushalts betrug 30.917 USD, das Durchschnittseinkommen der Familien betrug 36.593 USD. Männer hatten ein Durchschnittseinkommen von 31.579 USD, Frauen 22.315 USD. Das Prokopfeinkommen betrug 16.315 USD. 17,40 % der Bevölkerung und 12,60 % der Familien lebten unterhalb der Armutsgrenze. 25,90 % davon sind unter 18 Jahre und 7,90 % sind 65 Jahre oder älter.

## Orte im Gila County
Im Gila County liegen sechs Gemeinden, davon eine City und fünf Towns. Zu Statistikzwecken führt das U.S. Census Bureau 44 Census-designated places, die dem County unterstellt sind und keine Selbstverwaltung besitzen. Diese sind wie die Unincorporated Communities gemeindefreies Gebiet.
City
| - Globe |

Towns
| - Hayden 1 - Miami - Payson | - Star Valley - Winkelman 1 |

Census-designated places
| - Bear Flat - Beaver Canyon - Canyon Day - Carrizo - Cedar Creek - Central Heights-Midland City - Christopher Creek - Claypool | - Copper Hill - Cutter - Deer Creek - Dripping Springs - East Globe - East Verde Estates - El Capitan - Flowing Springs | - Freedom Acres - Geronimo Estates - Gisela - Haigler Creek - Hunter Creek - Icehouse Canyon - Jakes Corner - Kohls Ranch | - Mead Ranch - Mesa del Caballo - Oxbow Estates - Peridot - Pinal - Pine - Rock House - Roosevelt | - Round Valley - Rye - San Carlos - Six Shooter Canyon - Strawberry - Tonto Basin - Tonto Village - Top-of-the-World | - Washington Park - Wheatfields - Whispering Pines - Young |

andere Unincorporated Communities
| - Coffeepot - Dagger - Inspiration - Punkin Center |

## Schutzgebiete
| - Coconino National Forest (partiell) - Tonto National Forest (partiell) | - Tonto National Monument - Tonto Natural Bridge State Park |